# Bingen am Rhein
Bingen am Rhein (česky též Bingen nad Rýnem) je město ve spolkové zemi Porýní-Falc v Německu. Leží v zemském okrese Mohuč-Bingen, na břehu Rýna, 27 kilometrů západně od Mohuče. Žije zde přibližně 26 tisíc obyvatel.

## Historie
V místech současného města žili na přelomu letopočtu Galové, jejich osada se jmenovala Binge. V 1. století našeho letopočtu přišli do oblasti Římané, kteří přejmenovali sídlo na Bingium, postavili přes řeku Nahe dřevěný most, jehož konstrukce byla dendrochronologickým rozborem datována do roku 77, a na předmostí vybudovali castrum. Po pádu Římské říše se oblast stala franským královským majetkem a v roce 983 ji císař Ota II. daroval mohučskému arcibiskupství. Ve druhé polovině 13. století byl nad městem postaven hrad Klopp. Ve městě stojí gotická bazilika svatého Martina. 

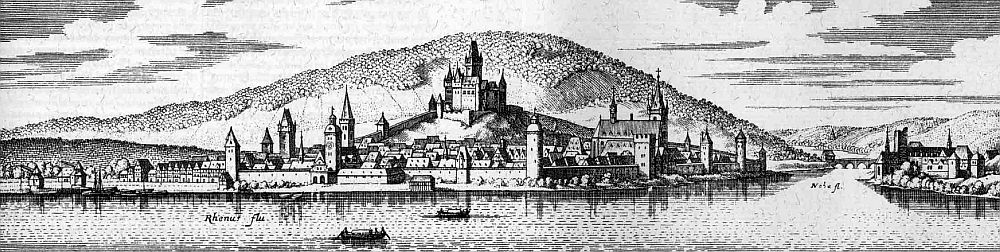
Bingen, veduta z roku 1655, Matthäus Merian

25. a 26. září 1668 byla u Mohuče svedena bitva o  palatinát (o Bingen) mezi lotrinským vojskem, kterému velel princ François-Marie de Lillebonne (1624-1694) a vojskem palatinátu, z něhož padlo více než 1 200 vojáků.

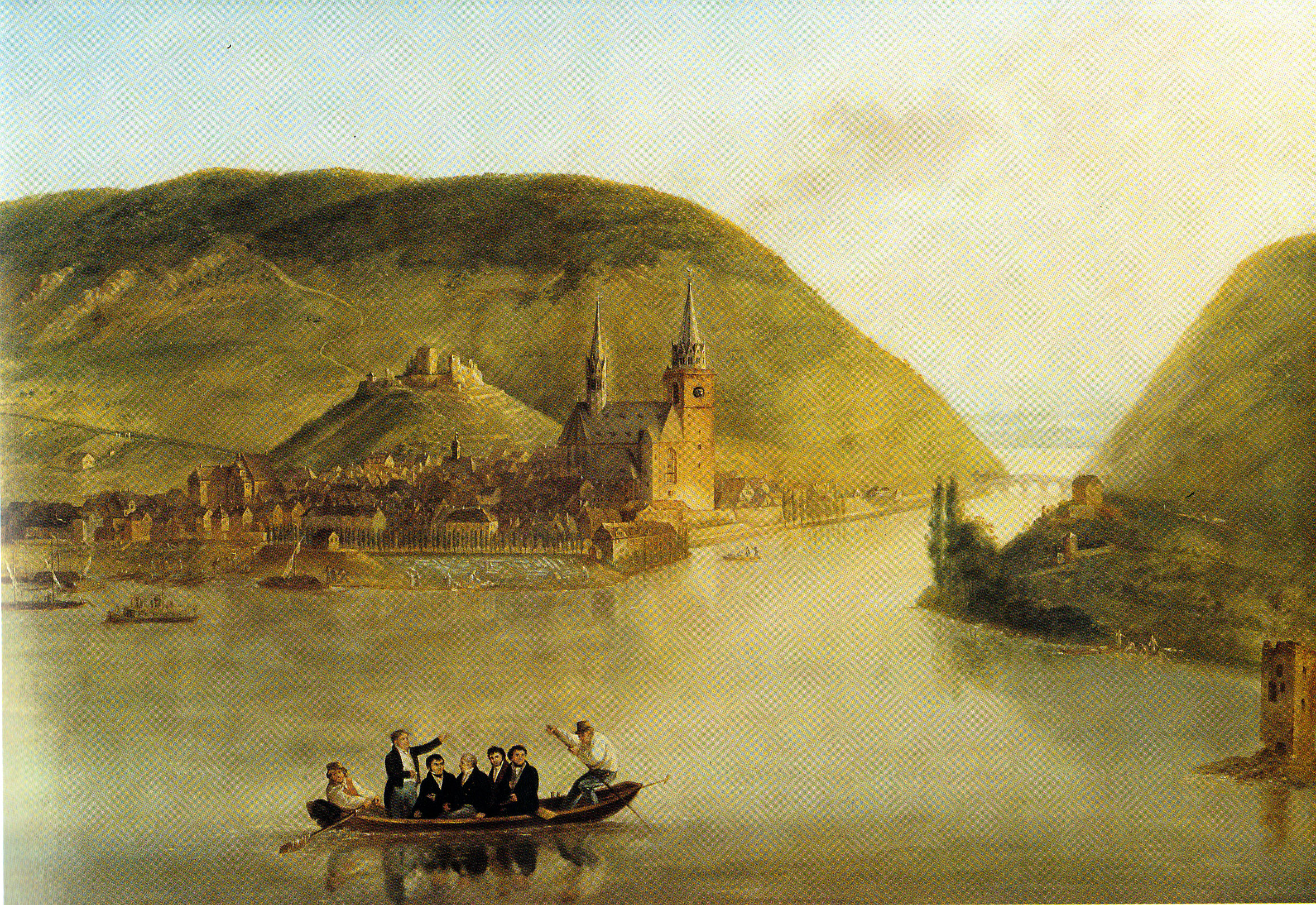
Bingen a Rupertsberg kolem roku 1840

V letech 1792–1815 byl Bingen součástí departementu Mont-Tonnerre v rámci levobřežního území Rýna, které zabrala Francie, 28. března 1793 Francouzi pod velením generála Custina porazili pruské vojsko a ovládli celou oblast. Po Vídeňském kongresu bylo město připojeno k Hesenskému velkovévodství a od roku 1871 je součástí Německa. Roku 1898 byla otevřena vysoká technická škola Rheinisches Technikum
Město mělo od 12. století židovskou komunitu. Při Křišťálové noci roku 1938 příslušníci SA vypálili synagogu, Židé byli odvlečeni do koncentračního tábora, synagoga ani židovská obec již nebyly obnoveny. 29. prosince 1944 Spojenci město vybombardovali, hlavním cílem bylo nádraží a ocelárna, histircké stavby byla postiženy asi ze 30 procent.

## Obyvatelstvo
| 1871   | 1905   | 1939   | 1950   | 1961   | 1970   | 1987   | 2011   |
| ------ | ------ | ------ | ------ | ------ | ------ | ------ | ------ |
| 11 256 | 19 723 | 21 925 | 21 745 | 25 446 | 25 542 | 23 070 | 23 812 |

## Kultura a slavnosti
- Bingenský swingt – jazzový festival
- Bingenský Open Air Festival
- Nacht der Verführung („Noc svádění“) – slavnost vína ve vinicích
- Rhein im Feuerzauber („Rýn v plamenech“) – noc ohňů
- Slavnost sv. Rocha – tradiční katolická oslava svátku s poutí z a do Mohuče
- Winzerfest – 11  denní svátek vinařů, nejdelší v Porýní

## Pamětihodnosti
- Hrad Klopp na kopci Rupertsberg
- Drusův most (Drususbrücke) – stavba z 11. století z pískovcových kvádrů na 7 pilířích s románskou kaplí v pilíři; pobořen v letech 1689 a 1945, rekonstruován a rozšířen v letech 1951-1952; název podle římského vojevůdce Drusa je až z 19. století, římský most stále dále po proudu Rýna a nezachoval se
- Bazilika svatého Martina – trojlodní gotická stavba s románskou kryptou na římských základech, náhrobní desky z 5.-6. století; cenné vnitřní vybavení: 3 pozdně gotické oltářní archy, freska Ukřižování na pilíři
- Bazilika svatých Pankráce a Bonifáce (St. Pankratius und Bonifatiuskirche) – gotická bazilika v místní části Gaulsheim
- Kostel sv. Rocha ve svahu nad řekou, původně morový kostelík z roku 1666, v 19. století přestavěn v novogotickém stylu; pod ním kašna a Betlémská kaple; poutní kostel mohučské arcidiecéze; oblíbený cíl romantiků, Johann Wolfgang Goethe sem v roce 1814 vedl procesí a roku 1816 objednal oltářní obraz sv. Rocha s dětmi; památka na seznamu UNESCO
- Myší věž (Der Mäuseturm) – středověká strážní pevnost na ostrůvku v Rýně, postavena měšťany k ozbrojené kontrole lodí
- Nová synagoga, trojosá patrová budova s věží z let 1903-1905, vypálena 1938; rekonstruováno 1 postranní křídlo
- Pomník velkovévody Ludvíka IV. Hesenského

## Osobnosti
- Hildegarda z Bingenu (1098–1179) – abatyše, mystička, hudebnice a léčitelka
- Philipp von Foltz (1805–1877) - malíř
- Stefan George (1868–1933) – básník, překladatel a editor, spjatý se symbolismem
- Theodor Hilsdorf (1868–1944) – dvorní fotograf

## Partnerská města
- Hitchin, Velká Británie (1958)
- Nuits-Saint-Georges, Francie (1960)
- Venarey-les-Laumes, Francie (1967)
- Prizren, Kosovo (1968)
- Anamur, Turecko (2011)
- Kutná Hora, Česko (2011)

## Galerie

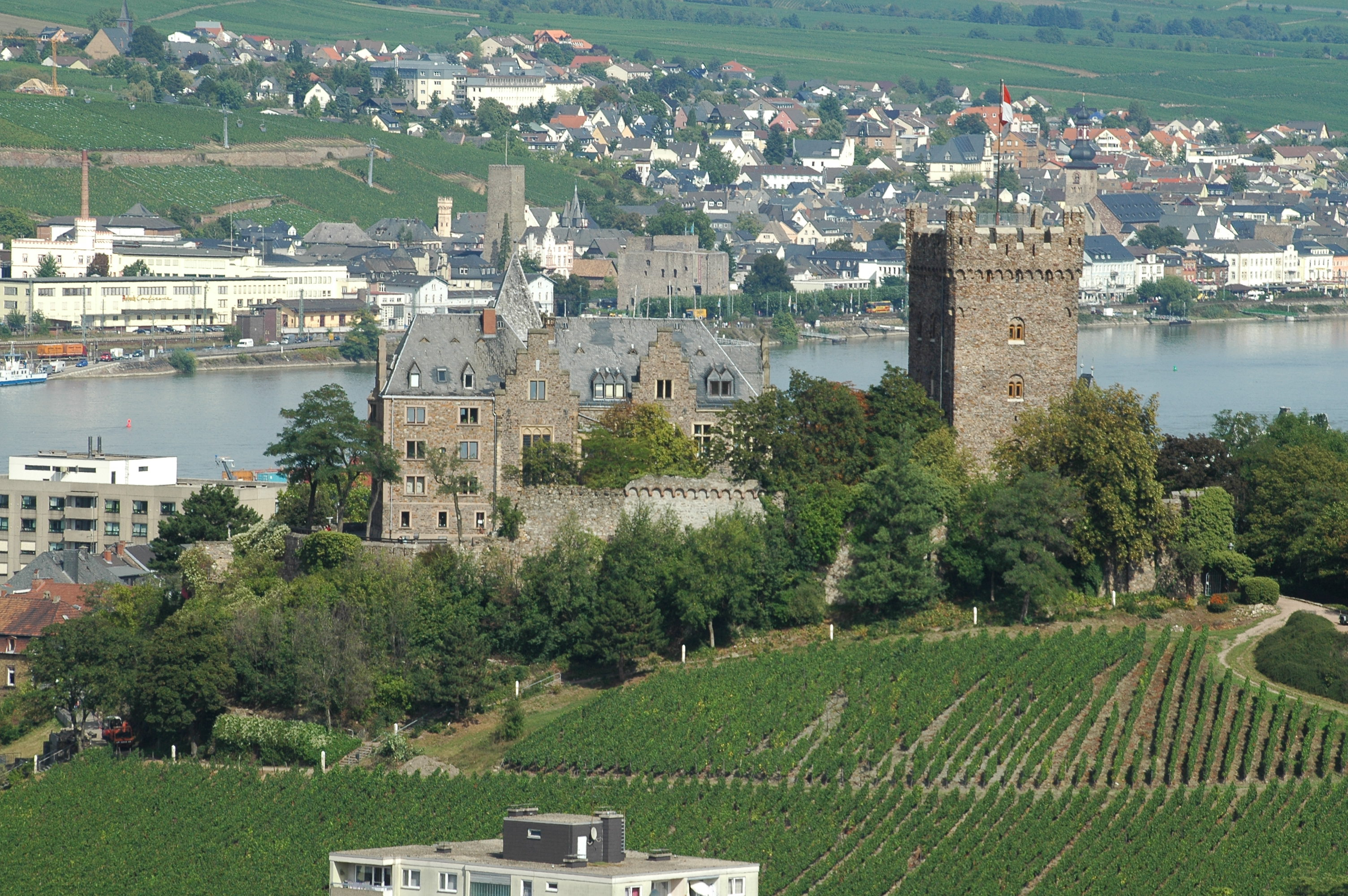
Hrad Klopp
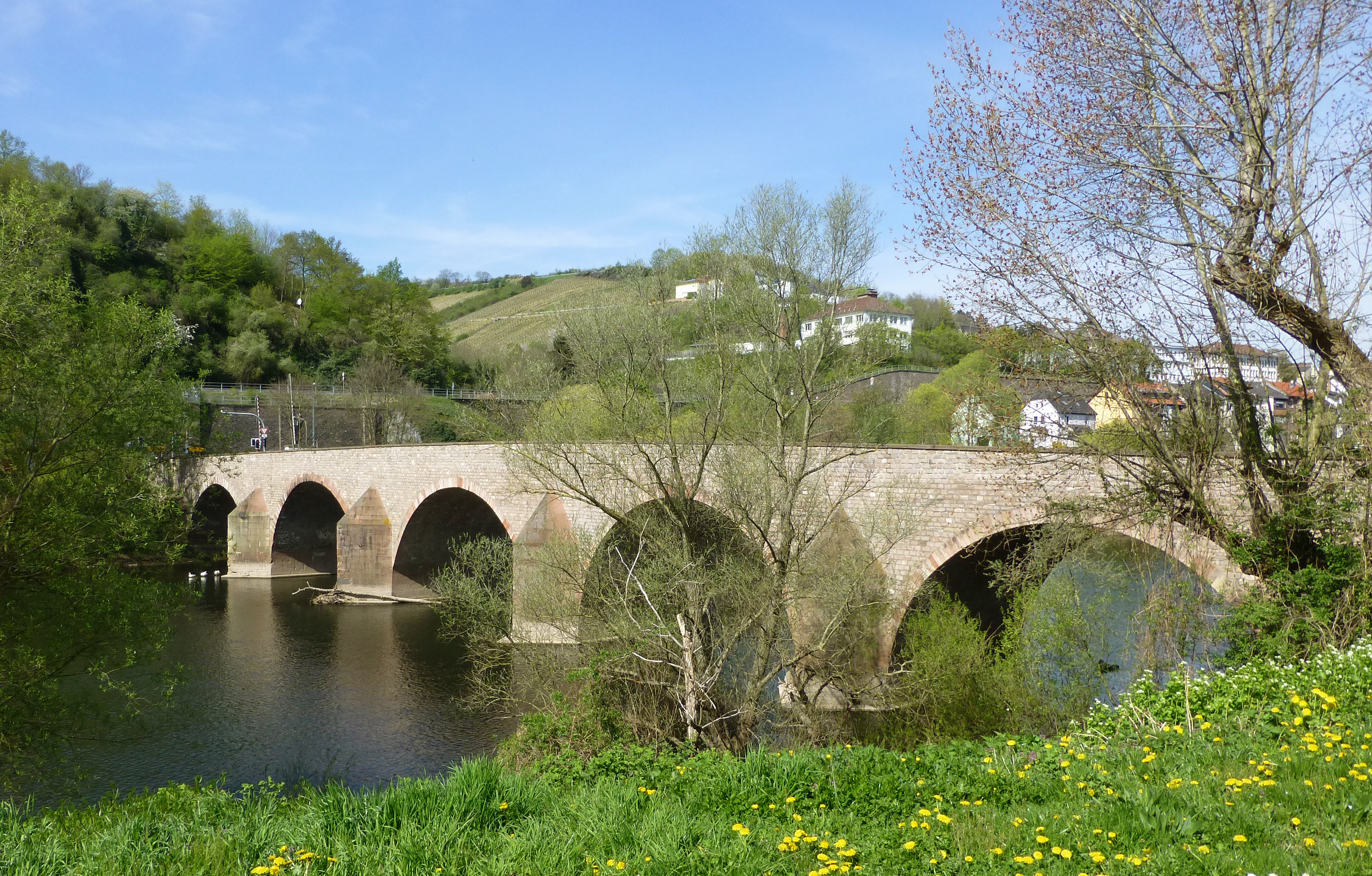
Drusův most
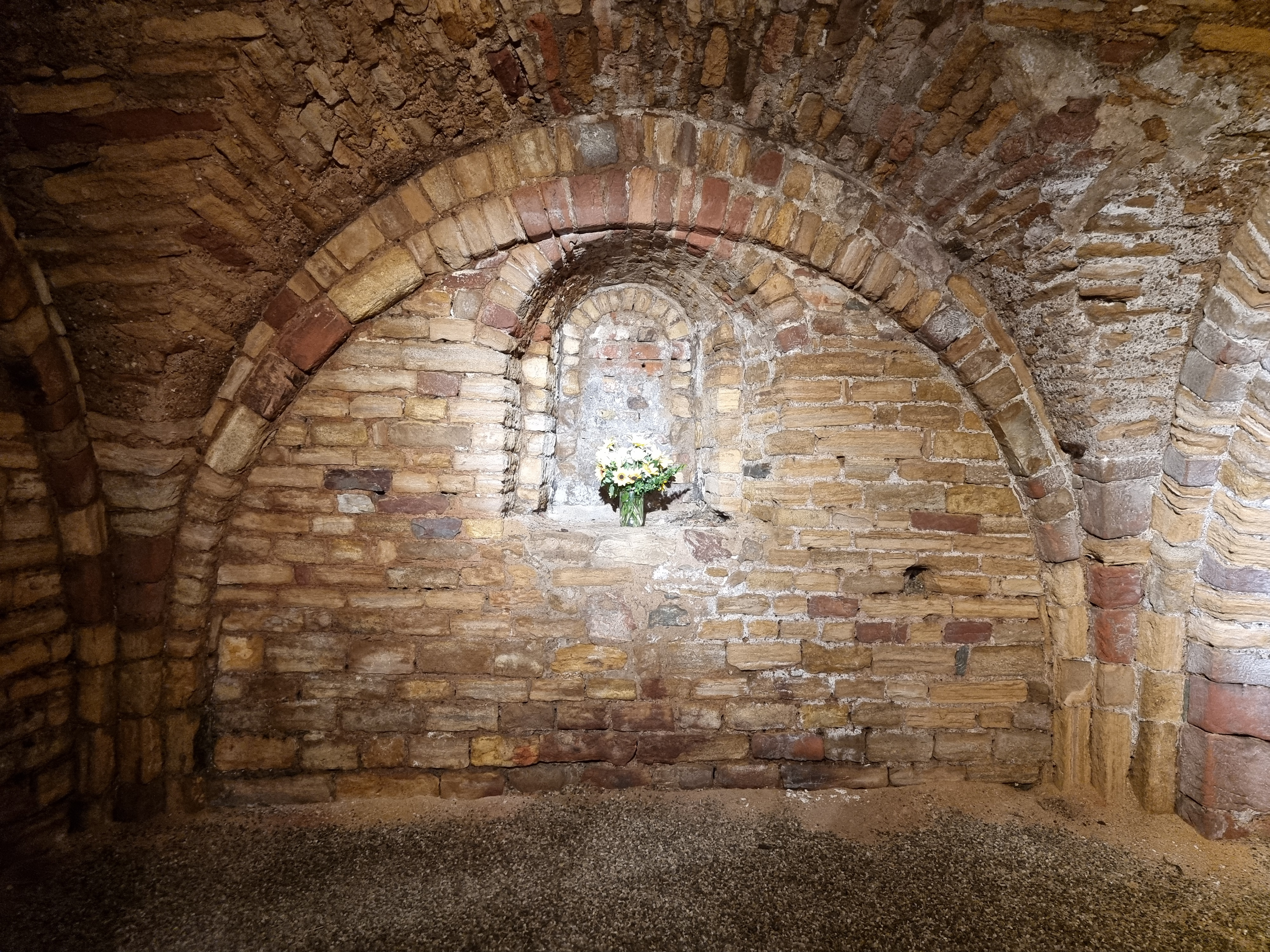
Kaple v pilíři mostu
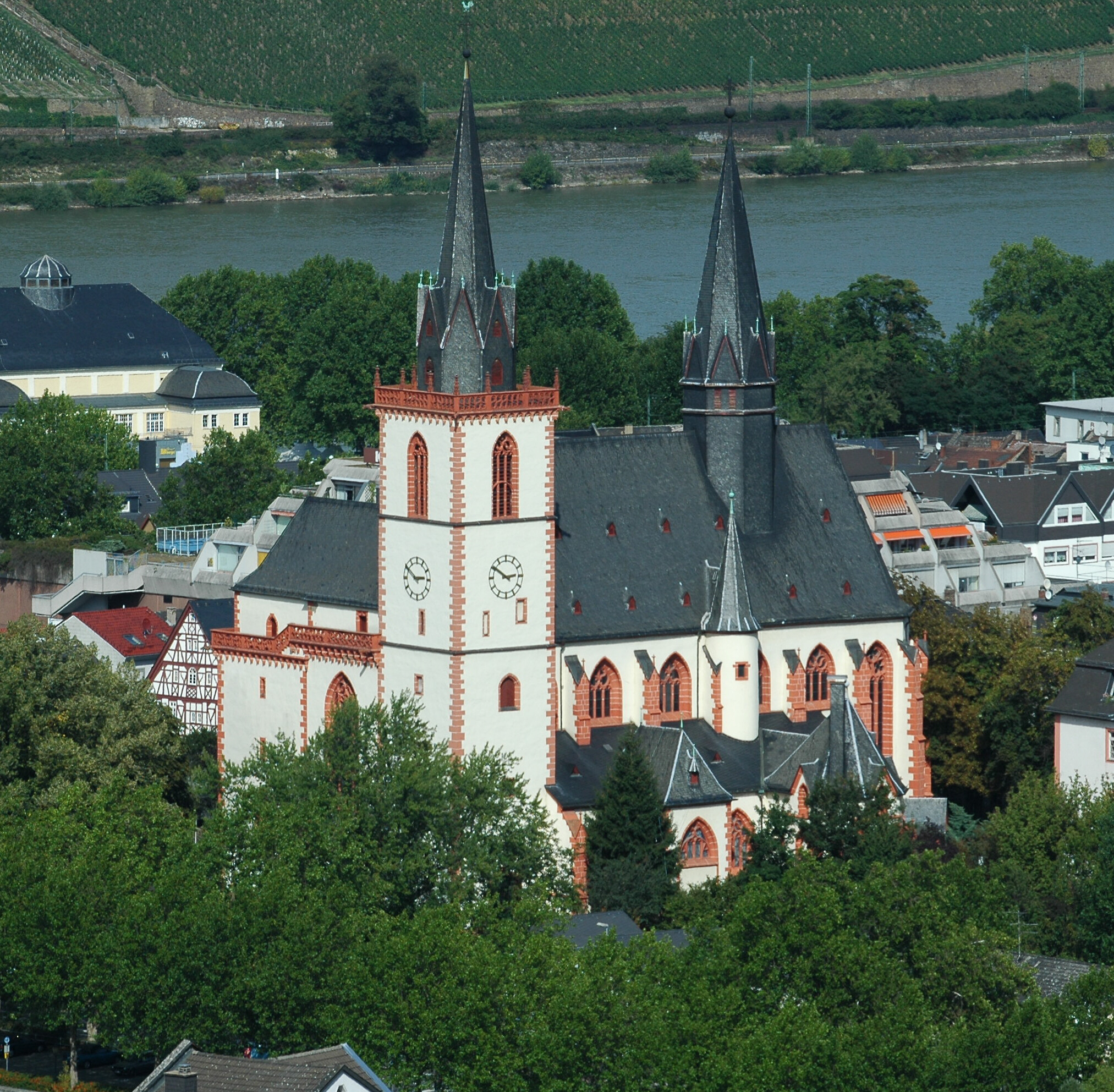
Bazilika sv. Martina
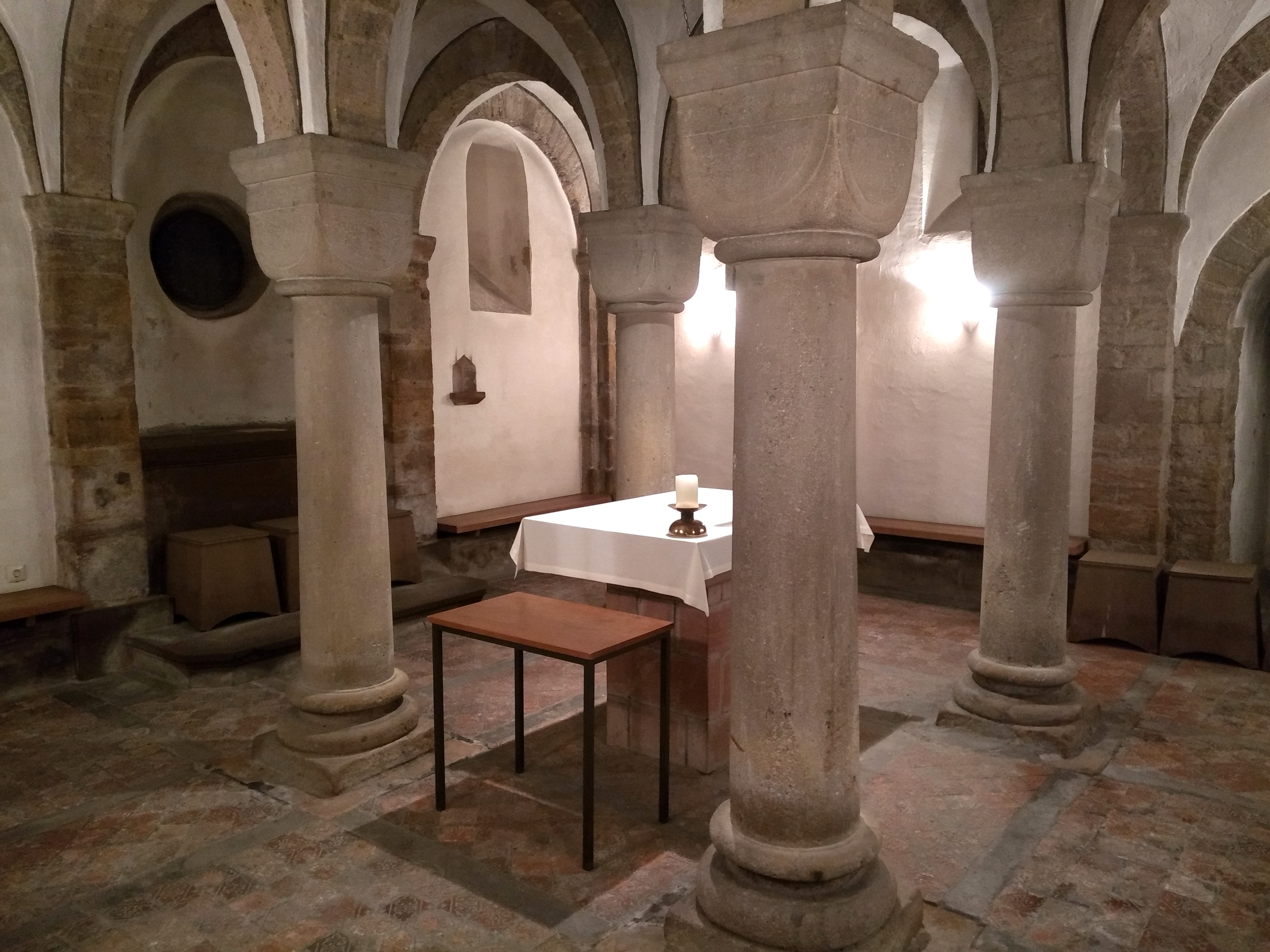
Krypta baziliky
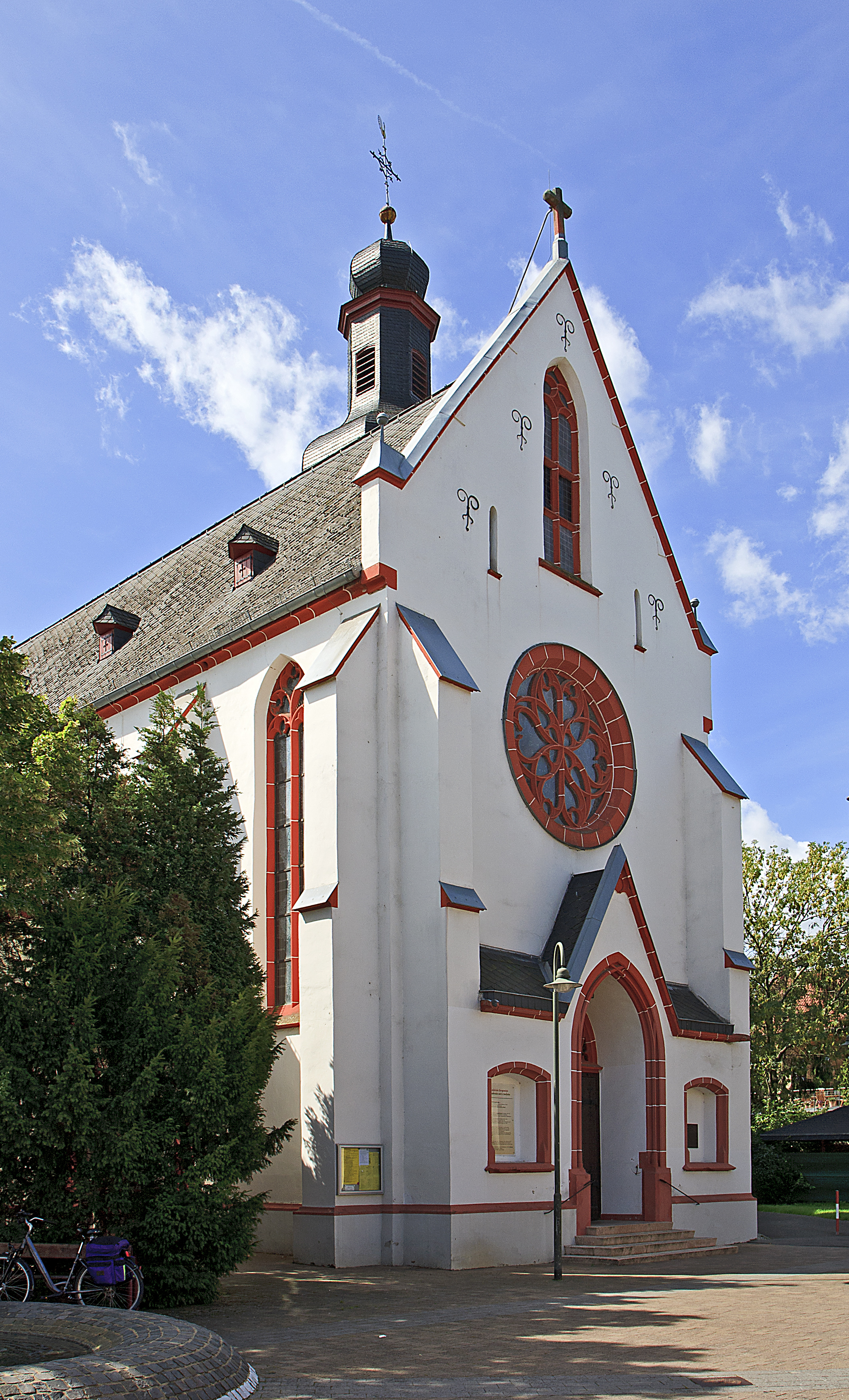
Kostel sv. Pankráce a Bonifáce
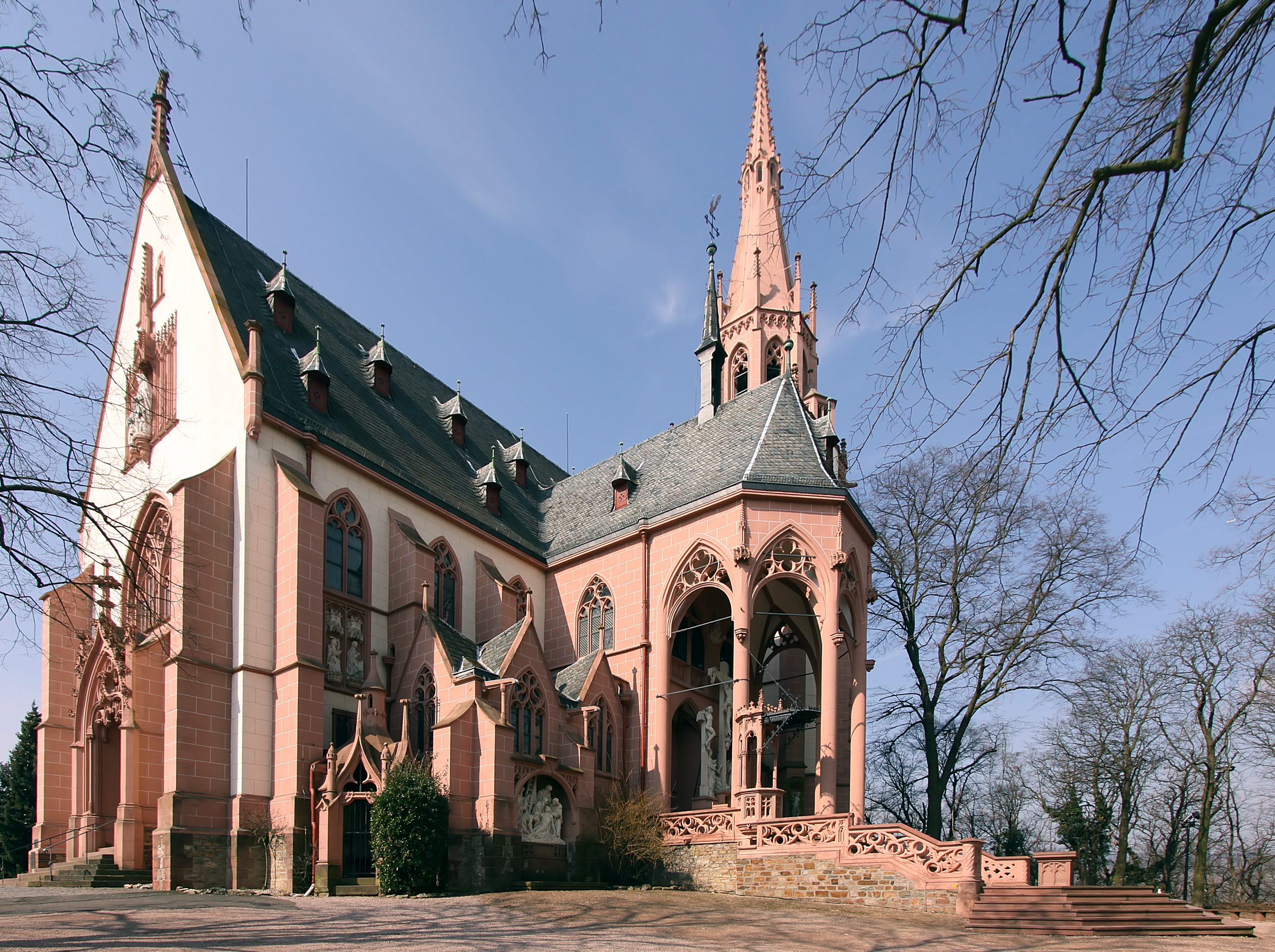
Poutní kostel sv. Rocha
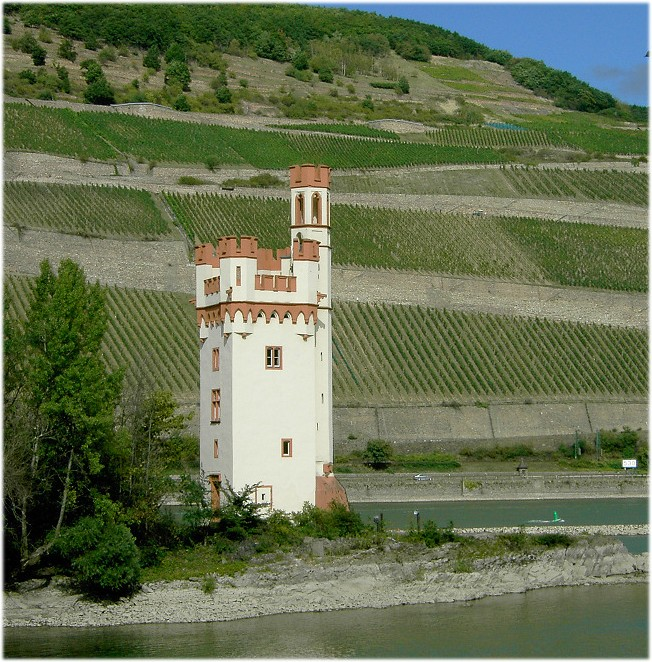
Myší věž